# 電気事業法
電気事業法（でんきじぎょうほう、昭和39年法律第170号）は、1964年に制定された「電気事業および電気工作物の保安の確保」に関する日本の法律である。
これに電気用品安全法、電気工事士法、電気工事業の業務の適正化に関する法律（略称：電気工事業法）を加え、慣例的に電気保安四法（でんきほあんよんほう）と呼ぶ。監督官庁は経済産業省商務情報政策局電力安全課および資源エネルギー庁電力・ガス事業部電力基盤整備課である。

## 沿革
明治24年（1891年）1月20日夜の仮議事堂の焼失により電気事業における保安管理の必要性が認識されるようになってきた。しかし、明治26年（1893年）までは逓信省が管轄し、実務は警察に担わせるという体制であった。
- 明治24年（1891年） 7月27日 勅令第95号「逓信省官制」[3]（電気事業の監督を逓信大臣に下命）
- 明治24年（1891年）8月17日 逓信省訓令第7号「電気事業営業者取締法」（上記官制により警視庁・北海道庁・府県に電気事業取締方法の制定を指示）
- 明治24年（1891年）12月28日 警察令第23号「電気営業取締規則」（警視庁制定：上記訓令に応じた代表的なもの）
- 明治26年（1893年）10月11日　逓信省訓令第3号（統一的管理とするため逓信省を監督官庁とした）
- 明治29年（1896年）5月9日 逓信令第5号「電気事業取締規則」（電気事業の・感電事故や火災の増加に鑑み欧米の規則を参考に日本で初めて制定）
- 明治44年（1911年）3月29日 法律法律第55号「電気事業法」（いわゆる旧電気事業法の最初のもの）。3月30日公布、10月1日施行。
  - 明治44年（1911年）に発布された「電気事業法」及び関連法規は省令でなく、法律として電気事業の保護助長、公益的監督、保安監督について規定しており、これらが現在の電気法規の基となった[4]。主要なものを列挙する。
    - 明治44年（1911年） 9月 5日　逓信省令第25号「電気事業法施行規則」（電気工作物の保安監督について規定）
    - 明治44年（1911年） 9月 5日　逓信省令第26号「電気工事規程」
    - 明治44年（1911年） 9月 5日　逓信省令第27号「電気事業主任技術者資格検定規則」
    - 明治44年（1911年） 9月28日　逓信省令第31号「自家用電気工作物施設規則」（現今の技術基準に相当）
    - 明治44年（1911年） 9月28日　逓信省令第32号「電気事業法施行規則第六十五條ニ依ル電気事故届出規程」
    - 明治44年（1911年）12月21日　逓信省令第55号「特別高圧電線路取締規則」

旧電気事業法は数度の改正を経た（1927年3月31日公布、9月1日施行、監督を強化し、社債発行限度を拡張。1931年4月2日公布、1932年12月1日施行、電力業の国家統制を強化）後、昭和13年（1938年）の第73帝国議会において、日本発送電株式会社法の成立などと合わせて改正され、電力の国家管理体制が確立した。終戦後の昭和25年（1950年）、電気事業再編成令および公益事業令の公布に伴い、旧電気事業法は廃止された。
その後、通商産業省に設置された「電気事業審議会」の答申を受け、昭和39年（1964年）3月に電気事業法が閣議決定、同年の第46国会にて7月11日に成立、同日施行された。
1990年代に入り、競争原理の導入による経営効率化の促進や、電気料金内外価格差の是正を目的として段階的に規制緩和が行われた。
- 1995年　31年ぶりとなる電気事業法改正。発電部門への新規参入の拡大、料金制度の改善等
- 2000年　電力小売部門における一部自由化開始、料金規制の見直し等
- 2003年　小売自由化範囲の拡大、振替料金制度の廃止、送配電等業務支援機関および卸電力取引市場の創設等（2005年施行）

2011年3月11日に発生した東日本大震災と福島第一原子力発電所事故に起因する計画停電や電気料金の値上げを受け、「安定供給の確保」「電気料金の最大限抑制」「需要家の選択肢や事業者の事業機会拡大」を目的として、2013年4月2日に「電力システムに関する改革方針」が閣議決定された。同決定において、①広域系統運用の拡大、②小売及び発電の全面自由化、③法的分離の方式による送配電部門の中立性の一層の確保という3段階からなる改革の全体像が示され、第1弾、第2弾、第3弾の実施に必要な措置を定めた電気事業法改正案が、それぞれ、第185回臨時国会（2013年）、第186回通常国会（2014年）、第189回通常国会（2015年）において成立した。
- 2013年11月　広域的運営推進機関の設置等（2015年4月施行）[13]
- 2014年6月　電力小売全面自由化等（2016年4月施行）[14]
- 2015年6月　送配電部門の法的分離の実施、小売電気料金の規制の撤廃等（2020年4月施行予定）[15]

2020年には、自然災害の頻発等を踏まえ、災害時の連携強化、送配電網の強靭化、分散型電力システムの導入を目的とする改正が行われた。

## 構成
- 第1章 総則（第1条・第2条）
- 第2章 電気事業
  - 第1節 小売電気事業
    - 第1款 事業の登録（第2条の2 - 第2条の11）
    - 第2款 業務（第2条の12 - 第2条の17）

  - 第2節 一般送配電事業
    - 第1款 事業の許可（第3条 - 第16条）
    - 第2款 業務（第17条 - 第27条）
    - 第3款 会計及び財務（第27条の2・第27条の3）

  - 第3節 送電事業（第27条の4 - 第27条の12）
  - 第3節の2 配電事業（第27条の12の2 - 第27条の12の13）
  - 第4節 特定送配電事業（第27条の13 - 第27条の26）
  - 第5節 発電事業（第27条の27 - 第27条の29の6）
  - 第5節の2 特定卸供給事業（第27条の30 - 第27条の32）
  - 第6節 特定供給（第27条の33）
  - 第7節 広域的運営
    - 第1款 電気事業者等の相互の協調（第28条・第28条の2）
    - 第2款 特定自家用電気工作物設置者の届出（第28条の3）
    - 第3款 広域的運営推進機関
      - 第1目 総則（第28条の4 - 第28条の9）
      - 第2目 会員（第28条の10 - 第28条の12）
      - 第3目 設立（第28条の13 - 第28条の17）
      - 第4目 管理（第28条の18 - 第28条の30）
      - 第5目 総会（第28条の31 - 第28条の39）
      - 第6目 業務（第28条の40 - 第28条の50）
      - 第7目 財務及び会計（第28条の51 - 第28条の58）
      - 第8目 監督（第28条の59）
      - 第9目 雑則（第28条の60）

    - 第4款 供給計画（第29条・第30条）
    - 第5款 災害等への対応（第31条 - 第34条）
    - 第6款 電気の使用制限等（第34条の2）

  - 第8節 あつせん及び仲裁（第35条 - 第37条の2）
- 第2章の2 電気使用者情報の利用及び提供（第37条の3 - 第37条の12）
- 第3章 電気工作物
  - 第1節 定義（第38条）
  - 第2節 事業用電気工作物
    - 第1款 技術基準への適合（第39条 - 第41条）
    - 第2款 自主的な保安（第42条 - 第46条）
    - 第3款 環境影響評価に関する特例（第46条の2 - 第46条の23）
    - 第4款 工事計画及び検査（第47条 - 第55条）
    - 第5款 承継（第55条の2）
    - 第6款 認定高度保安実施設置者（第55条の3 - 第55条の13）

  - 第3節 一般用電気工作物（第56条 - 第57条の2）
- 第4章 土地等の使用（第58条 - 第66条）
- 第5章 電力・ガス取引監視等委員会（第66条の2 - 第66条の17）
- 第6章 登録適合性確認機関、登録安全管理審査機関、指定試験機関及び登録調査機関
  - 第1節 登録適合性確認機関（第67条 - 第80条）
  - 第2節 登録安全管理審査機関（第80条の2 - 第80条の6）
  - 第3節 指定試験機関（第81条 - 第88条）
  - 第4節 登録調査機関（第89条 - 第96条）
- 第7章 卸電力取引所（第97条 - 第99条の14）
- 第8章 雑則（第100条 - 第114条の2）
- 第9章 罰則（第115条- 第129条）
- 附則

## 技術基準を定める省令
電気事業法第39条・第56条に基づいて以下の技術基準及びそれぞれ解釈が定められている。
- 発電用太陽電池設備の技術基準を定める省令[17]
- 電気設備に関する技術基準を定める省令[18]
- 発電用水力設備の技術基準を定める省令[19]
- 発電用火力設備の技術基準を定める省令[20]
- 発電用原子力設備の技術基準を定める命令[21]
- 発電用風力設備に関する技術基準を定める省令[22]

## 資格者の選任
事業用電気工作物を設置する者は、その事業用電気工作物の工事、維持および運用のための保安の監督をさせるため、電気工作物の種類に応じ、次の主任技術者免状の交付を受けている者のうちから、事業所ごとに主任技術者を選任しなければならない。
- 電気主任技術者（第1種 - 第3種）
- ダム水路主任技術者（第1種、第2種）
- ボイラー・タービン主任技術者（第1種、第2種）

なお経済産業省は2015年（平成27年）、主任技術者制度の解釈及び運用（内規）を定め、上記規定の緩和を行っている。